# 阿德里安·德·热尔拉什
阿德里安·维克托·约瑟夫·德·热尔拉什·德·戈梅里（法語：Adrien Victor Joseph de Gerlache de Gomery，法語發音：[adʁijɛ̃ viktɔʁ ʒozɛf də ʒɛʁlaʃ də ɡɔmʁi]；1866年5月23日—1934年5月8日）是比利時探險家、男爵、比利時皇家海軍官員，他領導了1897年至1899年的比利時南極遠征。

## 早年
德·热尔拉什生於比利時哈瑟尔特，於布魯塞爾自由大學研讀工程學。當假期來臨時，他會在跨大西洋定期航線的船隻上擔任服務生。1885年大學畢業後，隔年1月19日，他加入了比利時皇家海軍。
在奥斯坦德海洋學院以一階中尉畢業後，德·热尔拉什被分派到一艘水文地理學船隻「比利時」號上，他在船上構思出前往南極探險的計畫。

## 第一次探險
1896年，德·热尔拉什購買挪威製的捕鯨船「帕特里亚」號（Patria）進行船艙改裝，並重新命名為「比利時」號。他聘請了不同國籍的人成為船員，像是：罗阿尔·阿蒙森、弗雷德里克·庫克、安东尼·博莱斯瓦夫·多布罗沃尔斯基、亨里克·阿尔茨托夫斯基和埃米尔·拉科维策。1897年8月16日，德·热尔拉什從安特衛普港出發。
1898年1月，「比利時」號抵達格雷厄姆地海岸。當船隻航行在格雷厄姆地與西側列島的海上時，德·热尔拉什命名此海道為「比利時海峽」。後來，此處被重新命名為热尔拉什海峡來紀念他。在經過並命名20多處地點後，船隻於1898年2月15日進入了南極圈。

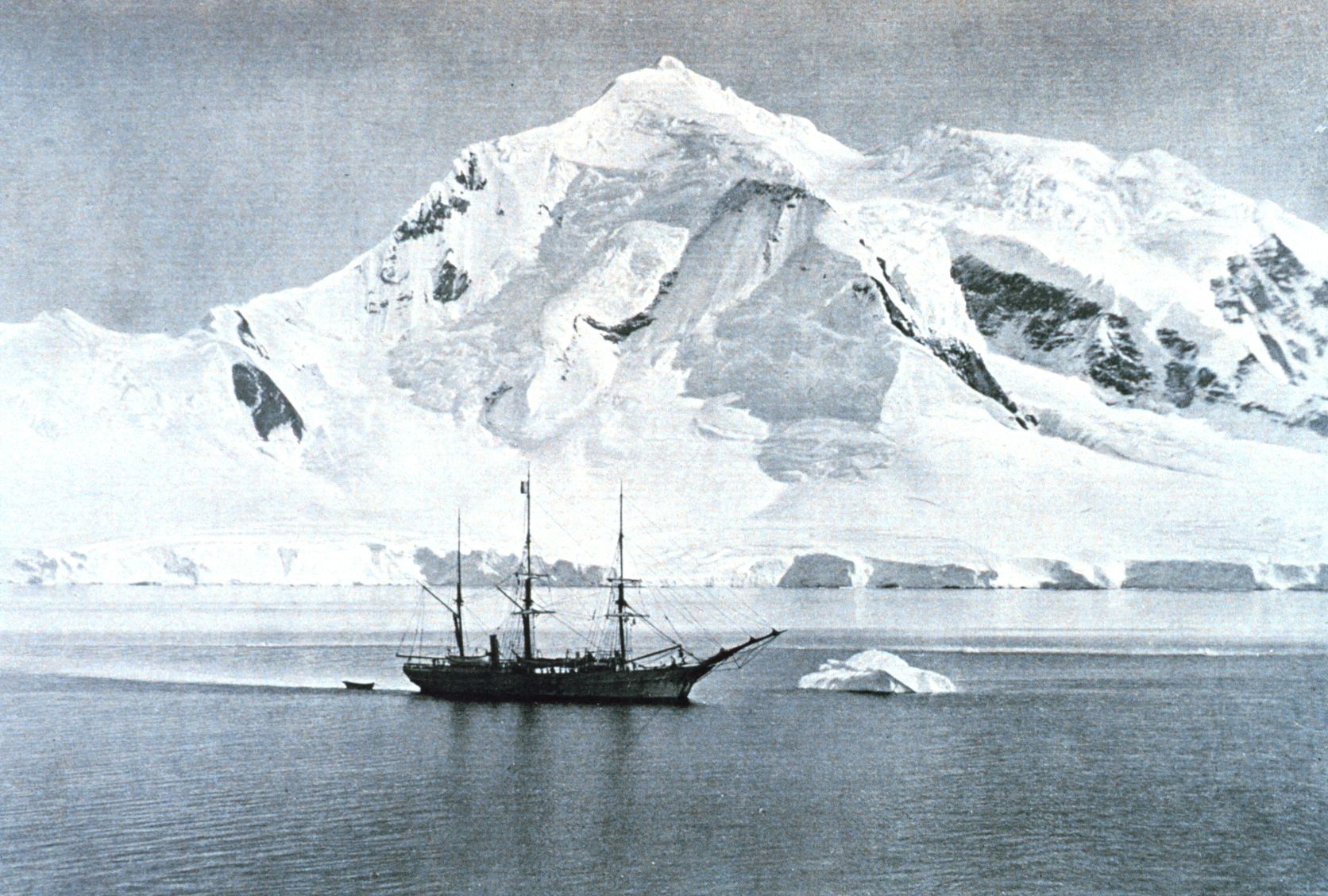
「比利時」號停泊於威廉山

1898年2月28日，德·热尔拉什等人被困在靠近彼德島附近滿布浮冰的別林斯高晉海。儘管費盡心思想脫離這片海域，他們還是認識到必須在極圈內度過嚴冬。幾周後，5月17日，永夜降臨，並持續至7月23日。他們又花了7個月的時間嘗試脫離緊靠的浮冰群，但其中一些船員已失去了耐心，包括一名自己離開船想要徒步走回比利時的船員，且部分人員飽受壞血病之苦。
最後，1899年2月15日，他們嘗試慢慢通過一條已事先被清理的航道。但花了近一個月的時間，船隻只走了7英尺（2.1）。3月14日，船隻終於通過浮冰區。1899年11月5日，他們平安抵達安特衛普。1902年，德·热尔拉什的著作《南極15個月（法語：Quinze Mois dans l'Antarctique）》獲頒法蘭西學術院的一項獎項。

## 晚年
阿德里安·德·热尔拉什後來又參加了數次探險：
- 1901年，波斯灣商業與科學探險。
- 1905年，让-巴蒂斯特·沙尔科的南極探險。但德·热尔拉什因當時南極嚴酷氣候被迫放棄而返航。
- 1905年，搭乘「比利時」號前往格陵蘭海探險。
- 1907年，對巴倫支海和卡拉海進行探險。
- 1909年，搭乘「比利時」號前往格陵蘭、法兰士约瑟夫地群岛和斯匹次卑爾根島探險。

他與1904年結婚的第一任妻子蘇珊·普萊（Suzanne Poulet）育有兩子，分別是菲利普（Philippe，1906年出生）和玛丽—路易丝（Marie-Louise，1908年出生）。1913年，與第一任妻子離婚後，德·热尔拉什和瑞典的伊麗莎白·赫耶尔（Elisabeth Höjer）結婚，並於1919年生下另一子加斯东·德·热尔拉什。1950年代，加斯东跟隨其父的腳步，參與比利時的南極洲研究站活動，並代表比利時簽署南極條約。
1934年，阿德里安·德·热尔拉什因副傷寒死於布鲁塞尔，享年68歲。